# Walther Straram
Marie Émile Félix Walter Marrast, dit par anagramme Walther Straram (Hammersmith, Londres, 9 juillet 1876 - Paris, 24 novembre 1933) est un chef d'orchestre français dont la carrière s'étend sur le premier tiers du XXe siècle.
Ami et collaborateur notamment de Jacques Thibaud, de Reynaldo Hahn, d'Alfred Cortot et André Caplet, Straram fonde en 1925 son propre orchestre (Orchestre des concerts Straram) à la tête duquel il crée, de 1926 à 1933, un nombre remarquable d'œuvres contemporaines parmi lesquelles le Prélude à la tempête d'Honegger (1923) et Les Offrandes oubliées de Messiaen (1931). Le 22 novembre 1928 il dirige la première du Boléro de Maurice Ravel. Particulièrement actif, son orchestre inscrit à son programmes des œuvres de Richard Strauss, Arthur Honegger, Manuel de Falla, Igor Stravinsky, Albert Roussel, Guy Ropartz, Arnold Schönberg, Alban Berg et Anton Webern. Straram est une figure éminente de la vie musicale parisienne dans l'entre-deux-guerres .
Il est le frère de l'architecte Joseph Marrast.